# В римской остерии
«В римской остерии» (дат. Fra et romersk osteria) — картина датского художника Карла Генриха Блоха, созданная в 1866 году. В настоящее время картина находится в Государственном музее искусств в Копенгагене.
Картина «В римской остерии» относится к жанровой живописи и является образцом мастерства Блоха в реалистичности изображения, в частности в написании деталей — одежды, посуды, еды. При более длительном рассматривании картины множество деталей можно увидеть сквозь стекло или ткани. Работа была куплена Морицем Мельхиором, благодетелем и другом Блоха, сам Мельхиор также изображён на заднем плане картины (мужчина, сидящий за столом и разговаривающий с друзьями), рядом с ним (человек, сидящий спиной к зрителю) Блох изобразил и самого себя. Эта картина стала для Блоха своеобразным «перерывом» между созданием религиозных и исторических работ. Ранее Блох был учеником Вильгельма Марстранда, картина имеет сходство с работой Марстранда «Сцена в итальянской остерии». Картины с экзотическими итальянскими сценами быта были модными в то время среди знати Копенгагена. Сохранилась фотография 1868 года авторства Морица Мельхиора, где картина висит в его апартаментах над диваном в гостиной. Похожий сюжет можно встретить и на картине «Итальянская остерия» датской художницы Элизабет Йерихау-Бауман.

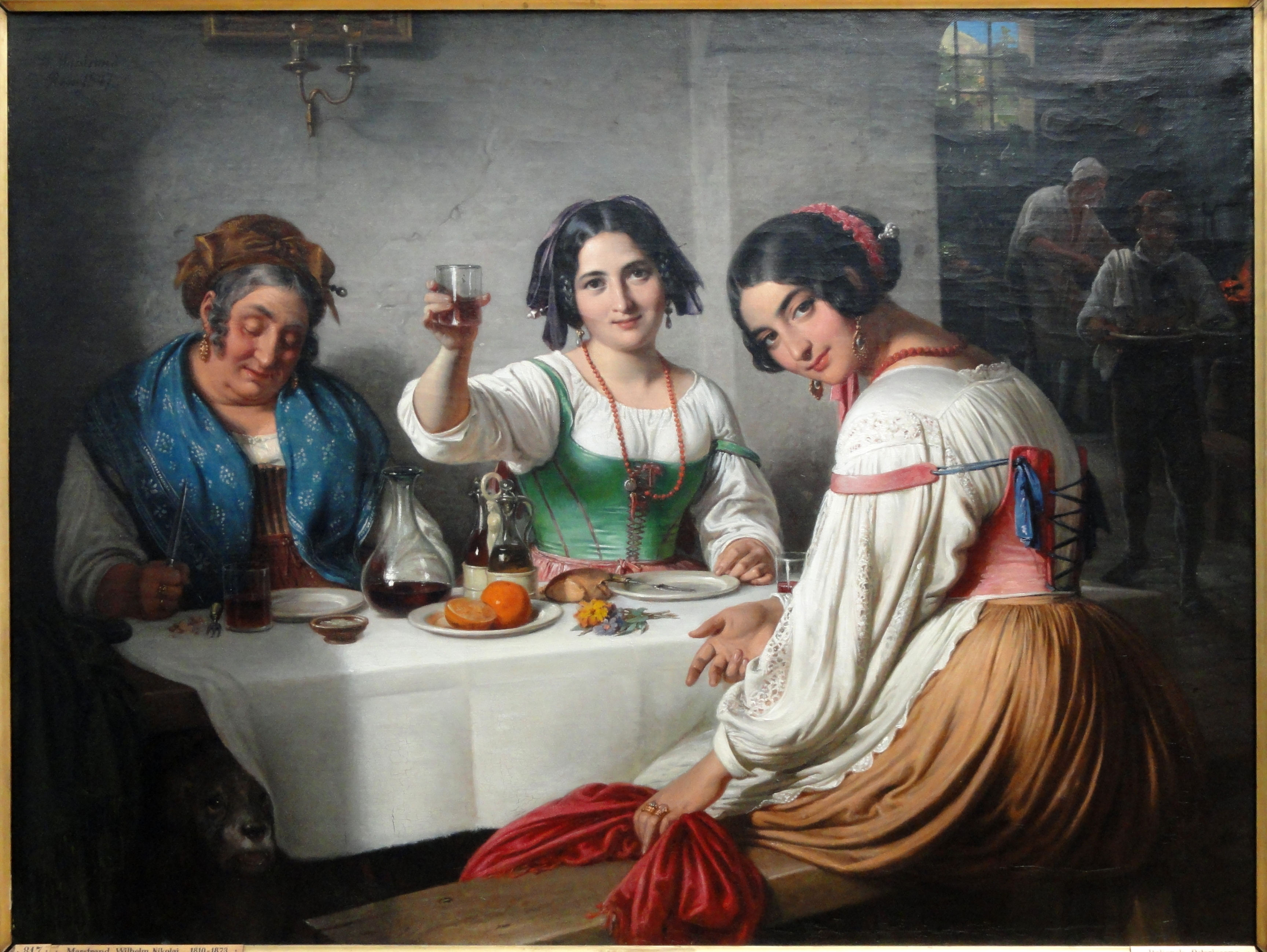
Вильгельм Марстранд «Сцена в итальянской остерии», 1848

В 1935 году картину приобрёл Государственный музей искусств в Копенгагене.